# Frankenau-Unterpullendorf
Frankenau-Unterpullendorf é um município da Áustria localizado no distrito de Oberpullendorf, no estado de Burgenland.